# 1098 w polityce

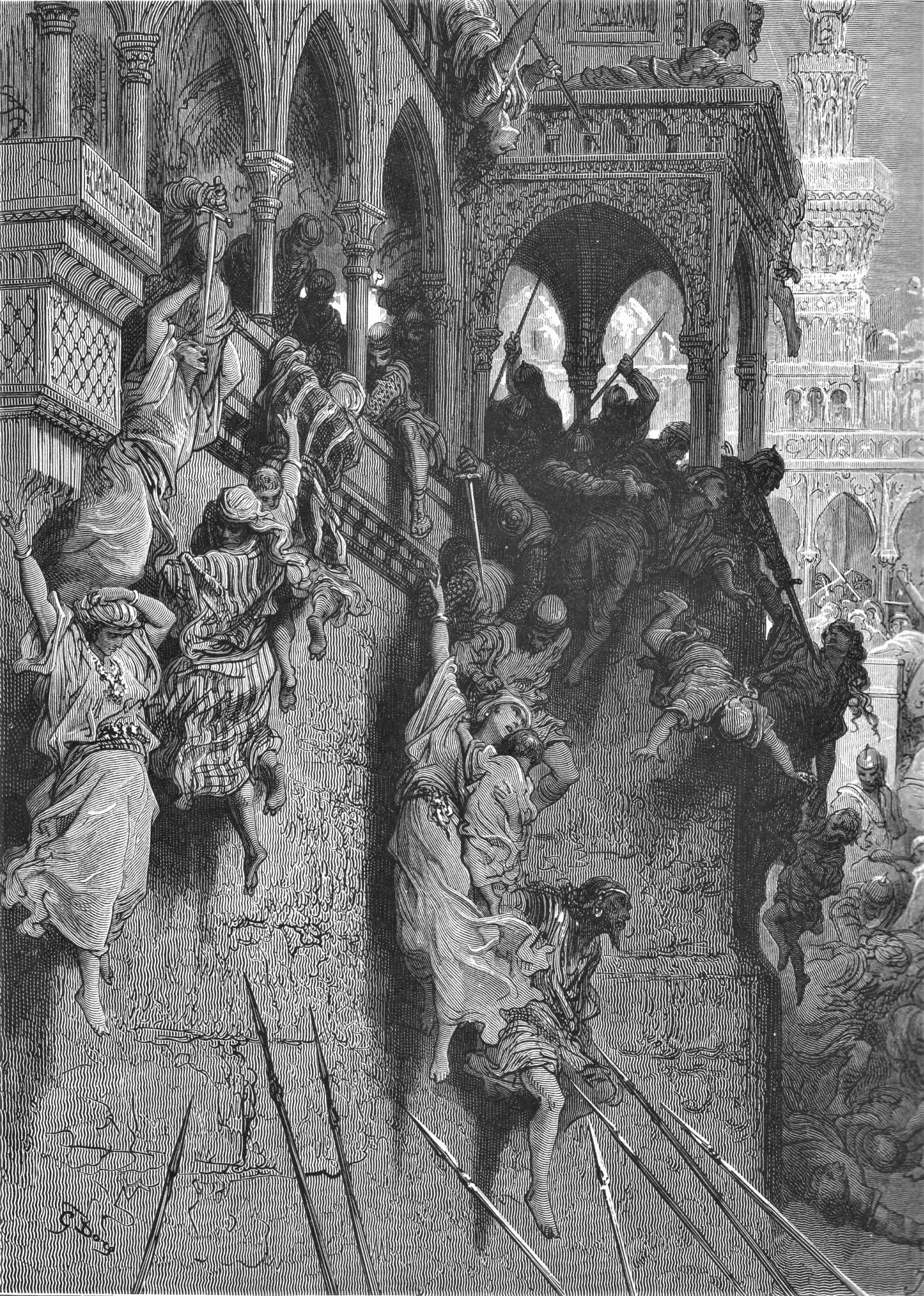
Gustave Doré, Zdobycie Antiochii przez krzyżowców

Wydarzenia polityczne w 1098 roku.

## Wydarzenia
- 2 czerwca krzyżowcy zajmują Antiochię[1]. Dokonują masakry ludności cywilnej bez względu na wyznanie[2].
- Synod w Bari – Urban II zakazuje duchownym, by składali hołd świeckim[3].
- Układ pod Żarnowcem – Władysław I Herman zobowiązuje się usunąć Sieciecha, gdy nie dotrzymuje słowa palatyna wypędzają Zbigniew i Bolesław III Krzywousty[4][5].

## Urodzili się
- Konrad Wielki, margrabia Miśni[6].

## Zmarli
- Gytha z Wesseksu, córka Harolda II i żona Włodzimierza II Monomacha[7] (albo w 1107[8]).